# Ronde van Italië 2020/Negentiende etappe
De negentiende etappe van de Ronde van Italië 2020 werd verreden op 23 oktober tussen Abbiategrasso en Asti. Oorspronkelijk zou de etappe starten in Morbegno, maar na protest van de renners besloot de organisatie de etappe in te korten.
| Morbegno Abbiategrasso – Asti (251,0 km) |                    |                             |          |
| Plaats                                   | Naam               | Ploeg                       | Tijd     |
| 1                                        | Josef Černý        | CCC Team                    | 2u30'40" |
| 2                                        | Victor Campenaerts | NTT Pro Cycling             | + 18"    |
| 3                                        | Jacopo Mosca       | Trek-Segafredo              | + 26"    |
| 4                                        | Simon Clarke       | EF Education First          | z.t.     |
| 5                                        | Iljo Keisse        | Deceuninck–Quick-Step       | z.t.     |
| 6                                        | Sander Armée       | Lotto Soudal                | z.t.     |
| 7                                        | Albert Torres      | Movistar Team               | + 1'10"  |
| 8                                        | Simon Pellaud      | Androni Giocattoli-Sidermec | z.t.     |
| 9                                        | Giovanni Carboni   | Bardiani-CSF-Faizanè        | z.t.     |
| 10                                       | Alex Dowsett       | Israel Start-Up Nation      | z.t.     |
|                                          |                    |                             |          |
| 12                                       | Etienne van Empel  | Vini Zabù-KTM               | + 2'17"  |

| Algemeen klassement |                     |                       |            |
| Plaats              | Naam                | Ploeg                 | Tijd       |
| Roze trui           | Wilco Kelderman     | Team Sunweb           | 80u29'19"  |
| 2                   | Jai Hindley         | Team Sunweb           | + 12"      |
| 3                   | Tao Geoghegan Hart  | Team INEOS Grenadiers | + 15"      |
| 4                   | Peio Bilbao         | Bahrain McLaren       | + 1'19"    |
| 5                   | João Almeida        | Deceuninck–Quick-Step | + 2'16"    |
| 6                   | Jakob Fuglsang      | Astana Pro Team       | + 3'59"    |
| 7                   | Patrick Konrad      | BORA-hansgrohe        | + 5'40"    |
| 8                   | Vincenzo Nibali     | Trek-Segafredo        | + 5'47"    |
| 9                   | Fausto Masnada      | Deceuninck–Quick-Step | + 6'46"    |
| 10                  | Hermann Pernsteiner | Bahrain McLaren       | + 7'43"    |
|                     |                     |                       |            |
| 28                  | Pieter Serry        | Deceuninck–Quick-Step | + 1u27'38" |

## Opgaves
- Matteo Spreafico (Vini Zabù-KTM): Niet gestart wegens een positieve dopingtest

1e etappe ·
2e etappe ·
3e etappe ·
4e etappe ·
5e etappe ·
6e etappe ·
7e etappe ·
8e etappe ·
9e etappe ·
10e etappe ·
11e etappe ·
12e etappe ·
13e etappe ·
14e etappe ·
15e etappe ·
16e etappe ·
17e etappe ·
18e etappe ·
19e etappe ·
20e etappe ·
21e etappe
Startlijst · Eindstanden · Afbeeldingen